# Wendy Verkleij-Eimers
W.J.A. (Wendy) Verkleij-Eimers  (Wageningen, 9 juni 1963) is een Nederlandse bestuurster en VVD-politica. Sinds 27 januari 2020 is zij burgemeester van Noordwijk.

## Biografie
Tot haar wethouderschap had Verkleij-Eimers een commerciële achtergrond, onder meer als officemanager bij Kimberley-Clark en als accountmanager bij Adecco.
In 2002 kwam Verkleij-Eimers als raadslid voor 'Reeuwijks Belang' in de gemeenteraad van Reeuwijk en vier jaar later werd ze fractievoorzitter.  Nadat die gemeente op 1 januari 2011 opging in Bodegraven-Reeuwijk werd ze daar voor de lokale partij 'Burgerbelangen Bodegraven-Reeuwijk' wethouder.
Vanaf 15 januari 2015 was Verkleij-Eimers burgemeester van Uitgeest. Sinds 27 januari 2020 is zij burgemeester van  Noordwijk. Op 10 maart 2025 heeft zij aan de gemeenteraad laten weten dat ze in het vierde kwartaal van 2025 zal stoppen als burgemeester van Noordwijk. 
Verkleij-Eimers is getrouwd en heeft twee kinderen.
1. ↑  Wendy Verkleij stopt als burgemeester van Noordwijk in het vierde kwartaal van dit jaar Website gemeente Noordwijk, 10 maart 2025